# SMK (戦車)
SMK（ロシア語: СМК）とはソ連の試作多砲塔重戦車である。
「SMK（СМК）」という名称は、1934年に暗殺されたソ連共産党レニングラード州委員会書記長、セルゲイ・ミローノヴィチ・キーロフ（Sergei Mironovich Kirov：ロシア語: Сергей Миронович Киров）にちなんだものである。

## 概要

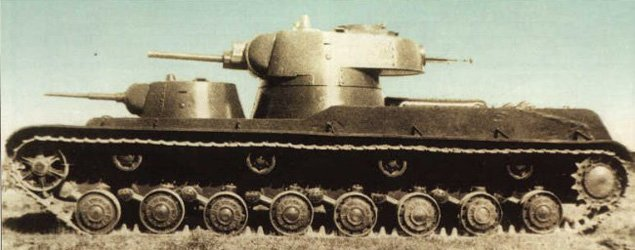
側面写真

T-35多砲塔重戦車の後継として開発された重戦車の一つで、当初は3砲塔型として開発されたが、多砲塔戦車の効率の悪さをデパートになぞらえて批判したスターリンの言葉によって設計変更され、2砲塔型として設計が変更された。この他、単一の砲塔に76.2mmと45mmの2つの砲を装備した車両も開発され、これが後のKV-1重戦車である。
これらの開発経緯から、本車のレイアウトは同時期のT-100重戦車に類似しており、また履帯や転輪等はKV重戦車とほぼ同じものであるが、同一の設計から派生したものではなく、全くの別設計である。
1939年に試作車1両が完成し、冬戦争（第1次ソ連・フィンランド戦争）に投入された。その装甲は敵の対戦車砲に耐え抜いたが、雪溜りにはまり込んで（地雷または収束爆薬による肉薄攻撃による損傷説もあり）行動不能となり放棄の已む無きに至った。その後2ヶ月の間、地形と大重量のためフィンランド軍もこれを捕獲できず、またソ連軍は後にT-28中戦車を6輌も使って牽引、現場からの移動には成功したものの、結局そのまま輸送することは叶わず、現地で溶断されていくつかのブロックに分けて回収された。
その後、SMKは正式に不採用となり、溶断された各部は再度組み立てられることもなくスクラップとして処分された。

## 登場作品
『WarThunder』
ランク2、ソ連プレミアム車輌として購入可能。
『トータル・タンク・シミュレーター』
ソビエト連邦の超重戦車SMKとして使用可能。